# Garcinia macrophylla
El achachairú (Garcinia macrophylla), también conocido como kamururu, bacurí pequeño, jorco silvestre, charichula, cozoiba, picuda, renaquillo o pacuriazú,  es una especie de árbol de la familia Clusiaceae nativo de las selvas tropicales de Mesoamérica y Sudamérica.

## Descripción
Árbol, con tronco de 5 a 18 m de altura y 30 a 50 cm de diámetro; presenta savia y exudado crema a amarillo verdoso. Sus hojas son simples, opuestas, dísticas, de 15 a 22 por 5 a 7 cm, elípticas, con ápice de agudo a acuminado, glabras, de borde entero. Con flores blancas o cremas a verde claro. Sus frutos son bayas, de 4 cm de diámetro, globosas, anaranjadas cuando maduran, lustrosas, con pulpa blanca carnosa, comestible, con agradable sabor agridulce; contienen 2 a 3 semillas, con arilo blanco. Los frutos secos son lustrosos y con la cáscara dura.

## Distribución y hábitat
Se encuentra en bosques húmedos desde el sur de México hasta Bolivia y Brasil, entre los 10 a 400 m de altitud, en climas con temperatura media entre los 26 y 28 °C y precipitación anual entre 1.500 y 4.000 mm.